# Wolfsangel

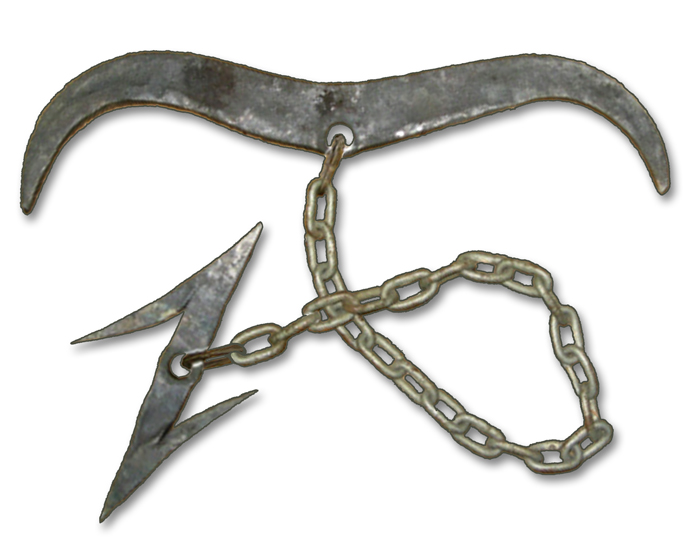
Een ijzeren wolfsangel voor de jacht op wolven

De wolfsangel is een val om wolven te vangen, een heraldisch symbool, een van de acht zogenaamde middeleeuwse tovertekens die, al worden ze daar soms ten onrechte toe gerekend, geen van alle werkelijke runen zijn. De wolfsangel werd ook gebruikt als huismerk. De wolfsangel werd ooit gebruikt om wolven te vangen. Een stuk vlees werd op de punt vastgeprikt en de wolf spietste zich vast in zijn gehemelte en ging dood.

## De wolfsangel als symbool
In de heraldiek is de wolfsangel een veel gebruikt motief, zo is hij in een rondere vorm in het wapen van de Pruisische "Freiherren" von Stein te vinden.
De 20e-eeuwse mystificatie als zou de wolfsangel een oude rune zijn, kan worden gevonden in Guido von Lists verhandeling over het runenschrift van de Armanen dat in 1902 verscheen. Von List was een mysticus en een nationalist die de ideologische en pseudowetenschappelijke basis voor de "bloed en bodem"-theorie legde. Het Armanenrunenschrift met 18 runestaven is het meest moderne runenschrift, het werd in 1902 door List in een visioen gezien en gepresenteerd als het oerschrift van de Ariërs. List is ook de uitvinder van de zogenaamde runenyoga, waarbij de runentekens met het lichaam worden uitgebeeld om zo de krachten ervan over te nemen. De rune die Von List de "gibor" noemt en als "G" uitgesproken wilde zien is iets anders van vorm dan de wolfsangel.
Dat deze gibor de achttiende en laatste rune van het zestienletterige jonge futhark - runenschrift, waarvan de laatste twee runen verloren gingen, zou zijn geweest en door de Armanen zou zijn gebruikt is wetenschappelijk omstreden. Ook als vierendertigste rune in het Futhorc is de gibor omstreden. Volgens velen had het Futhorc 33 runen.
Omdat de wolfsangel in de ogen van rechtsradicalen een rune symbool is, werd en wordt het symbool door rechts-radicalen vaak gebruikt. De Nationaalsocialistische Duitse Arbeiderspartij (NSDAP), de Nederlandsche SS, de Nederlandse eenheid Landstorm, de Nederlandse Landwacht, de Nederlandse NSB, de Weerbaarheidsafdeling en de Nederlandse Arbeidsdienst (een NSB-organisatie) gebruikten wolfsangels als ornament en herkenningsteken.
In Duitsland heet de vorm een "Wolfsangel" of "Doppelhaken". Ook "Donnerkeil" komt voor. De liggende stompe variant wordt wel met Werwolf" aangeduid.
Het symbool werd gebruikt als metselaarsmerk en vond een plaats in de wapens van veel Duitse steden en families.

## De wolfsangel, de volkskunst, oude beroepen en de runen
In Duitsland worden ook de "Mauerhaken of "Doppelhaken" en de "Wolfsanker" of "Wolfshaken" wel Wolfshaak genoemd.
In 1714 werd de wolfshaak in het boek Wapenkunst met een halve maan of wassenaar geassocieerd. Wolffs-Angel, Frans: "hameçon", lat. "uncus quo lupi capiuntur", heeft de vorm van een halve maan en in het midden een ring.
Of de wolfshaak al sinds de 13e eeuw een steenhouwersteken is geweest, is ongewis.
De stad Erwitte, bij Lippstadt in Westfalen, en het daartoe behorende Bad Westernkotten hebben in hun wapen een wolfsangel in goud ( heraldieke term voor geel) op een veld van keel (heraldieke term voor rood).
Erwitte heeft in het verleden een belangrijke nazi-partijkaderschool gehad en kreeg mede daardoor nog in 1936 van Adolf Hitler het stadsrecht. Een wolfsangel in het stadswapen paste in die tijd zeer goed daarbij.
Bad Westernkotten heeft vroeger ook een zoutmijn gekend, het is nu nog een kuuroord met een keukenzouthoudende geneeskrachtige bron.
Na de oorlog werd benadrukt, dat het wolfsangel-achtige voorwerp een soort panhaak was, die vroeger door zoutzieders gebruikt werd. Dit is in Erwitte nog altijd de geldende opvatting hierover, hoewel er ook officiële geschriften bestaan, waarin toch sprake is van een wolfsangel.

## De wolfsangel in de 20e en 21e eeuw

Horizontale wolfsangel of eihwaz, volgens sommigen een teken voor "weerwolf"

Wapen van Mannheim